# Judo en los Juegos Suramericanos de la Juventud
El judo en los Juegos Suramericanos de la Juventud

## Medallero
| Núm.  | País            | Oro | Plata | Bronce | Total |
| ----- | --------------- | --- | ----- | ------ | ----- |
| 1     | Perú (PER)      | 2   | 1     | 3      | 5     |
| 2     | Brasil (BRA)    | 2   | 1     | 1      | 4     |
| 3     | Colombia (COL)  | 1   | 3     | 2      | 6     |
| 4     | Ecuador (ECU)   | 1   | 2     | 3      | 6     |
| -     | Equipos Mixtos  | 1   | 1     | 2      | 4     |
| 5     | Argentina (ARG) | 0   | 0     | 3      | 3     |
| 6     | Chile (CHI)     | 0   | 0     | 2      | 2     |
| Total | Total           | 8   | 8     | 16     | 32    |